# Cleveland, New York
Cleveland är en ort i Oswego County i delstaten New York, USA.